# Niedertrebra
Niedertrebra – miejscowość i gmina w Niemczech, w kraju związkowym Turyngia, w powiecie Weimarer Land.
Niektóre zadania administracyjne gminy realizowane są przez miasto Bad Sulza, które pełni rolę "gminy realizującej" (niem. "erfüllende Gemeinde").